# 2012년 하계 올림픽 수영
제30회 하계 올림픽 수영은 2012년 7월 28일부터 8월 10일까지 영국의 런던에서 열렸다.

## 세부 종목
2012년 하계 올림픽의 세부 종목은 아래와 같았다.
- 경영
- 자유형 : 50m, 100m, 200m, 400m, 800m(여), 1500m(남)
- 배영 : 100m, 200m
- 평영 : 100m, 200m
- 접영 : 100m, 200m
- 개인혼영 : 200m, 400m (접영, 배영, 평영, 자유형 순으로 각각 50m, 100m씩)
- 계영 : 4x100m(총 400m) 팀 계주, 4x200m(총 800m) 팀 계주
- 혼계영 : 4x100m(총 400m) <- 계주(배영, 평영, 접영, 자유형 순으로 각각 100m씩)
- 마라톤 수영 10km
- 다이빙 : 3m 스프링보드 싱크로나이즈드(2명이 함께 다이빙), 10m 플랫폼 싱크로나이즈드(2명이 함께 다이빙), 3m 스프링보드, 10m 플랫폼
- 아티스틱 스위밍(구 싱크로나이즈드스위밍) 듀엣(여), 단체(여)
- 수구